# Lista de municípios de Mato Grosso do Sul por PIB (2014)
Esta página contém uma lista de Produto Interno Bruto (PIBs) municipais de Mato Grosso do Sul. A lista é ocupada pelos municípios sul-mato-grossenses em relação ao Produto Interno Bruto (PIB) a preços correntes em 2014, segundo o Instituto Brasileiro de Geografia e Estatística (IBGE). O Mato Grosso do Sul é um das 27 unidades federativas do Brasil dividido em 79 municípios. Destes, o mais rico é a capital Campo Grande com mais de 23 bilhões de reais de PIB. Em seguida, vêm Três Lagoas e Dourados com mais de 6 bilhões cada. Já Corumbá possui PIB de mais de 3 bi. Todos os 15 primeiros colocados tem PIB acima de R$ 1 bi.

## 20 maiores

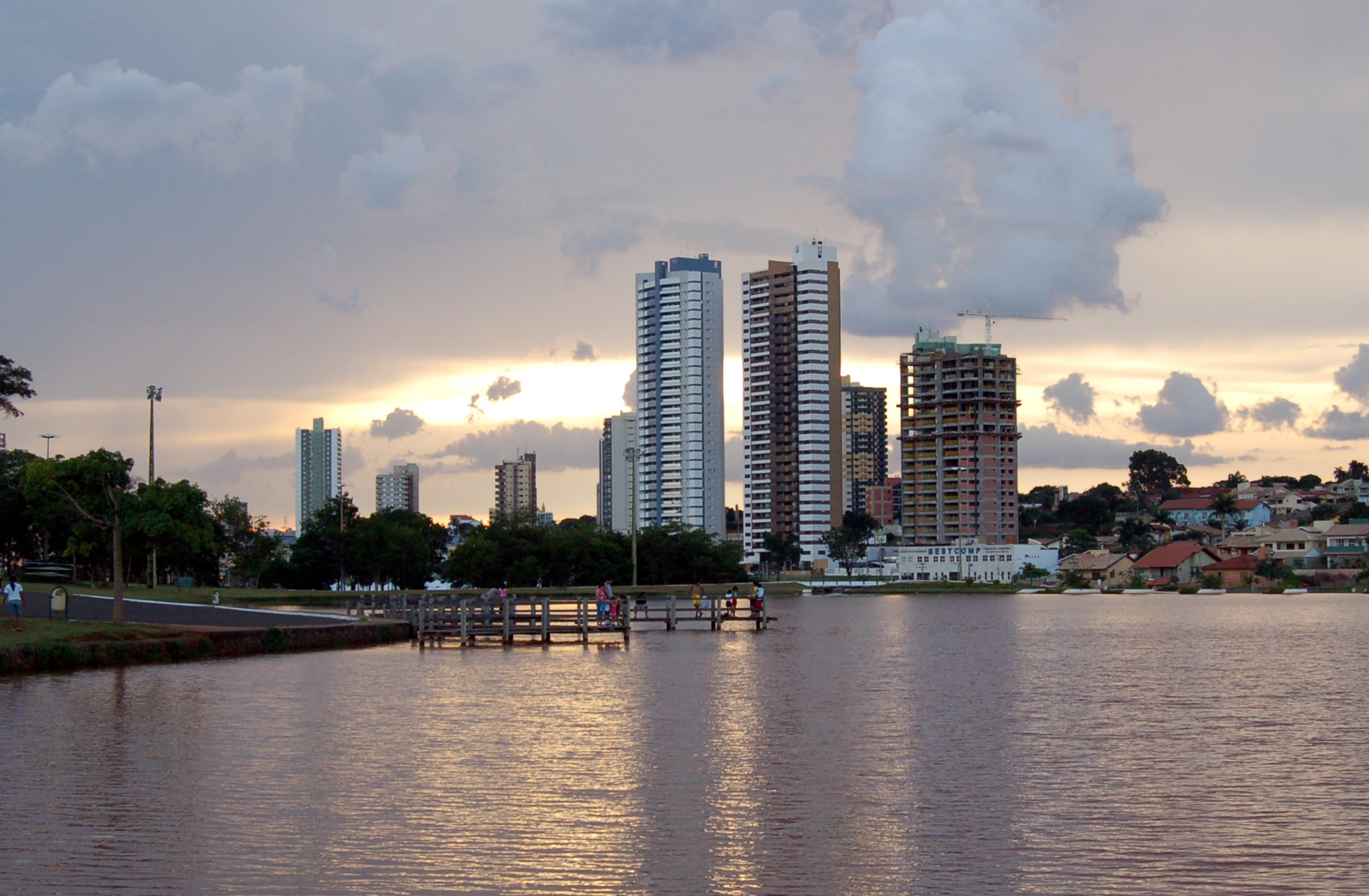
, primeira colocada

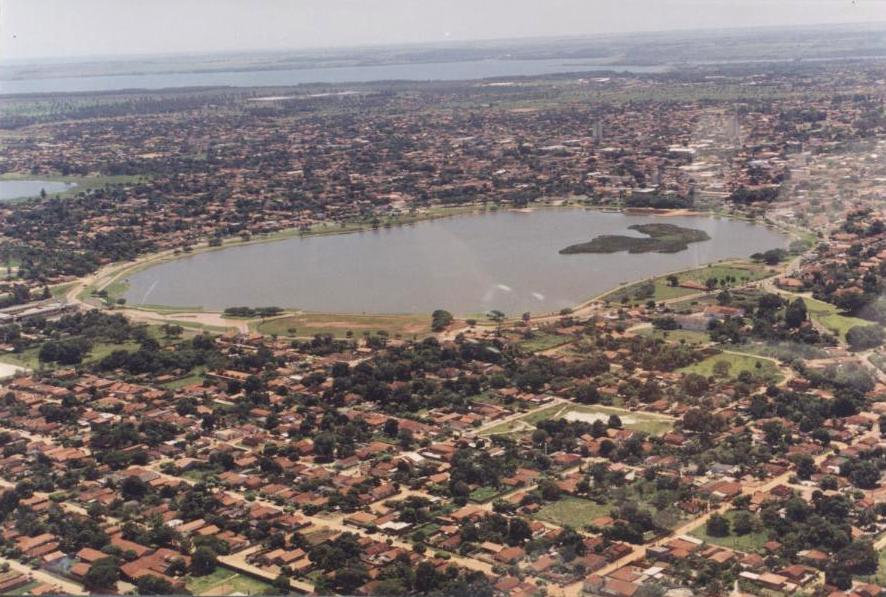
, segunda colocada

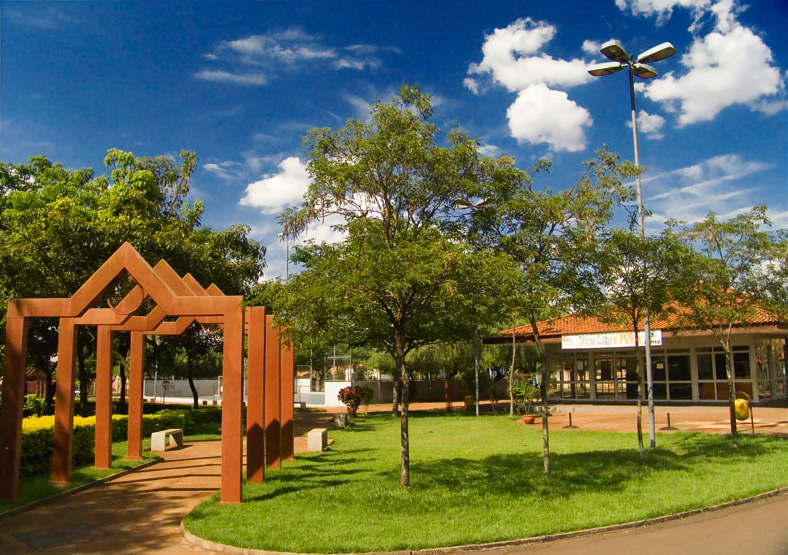
, terceira colocada

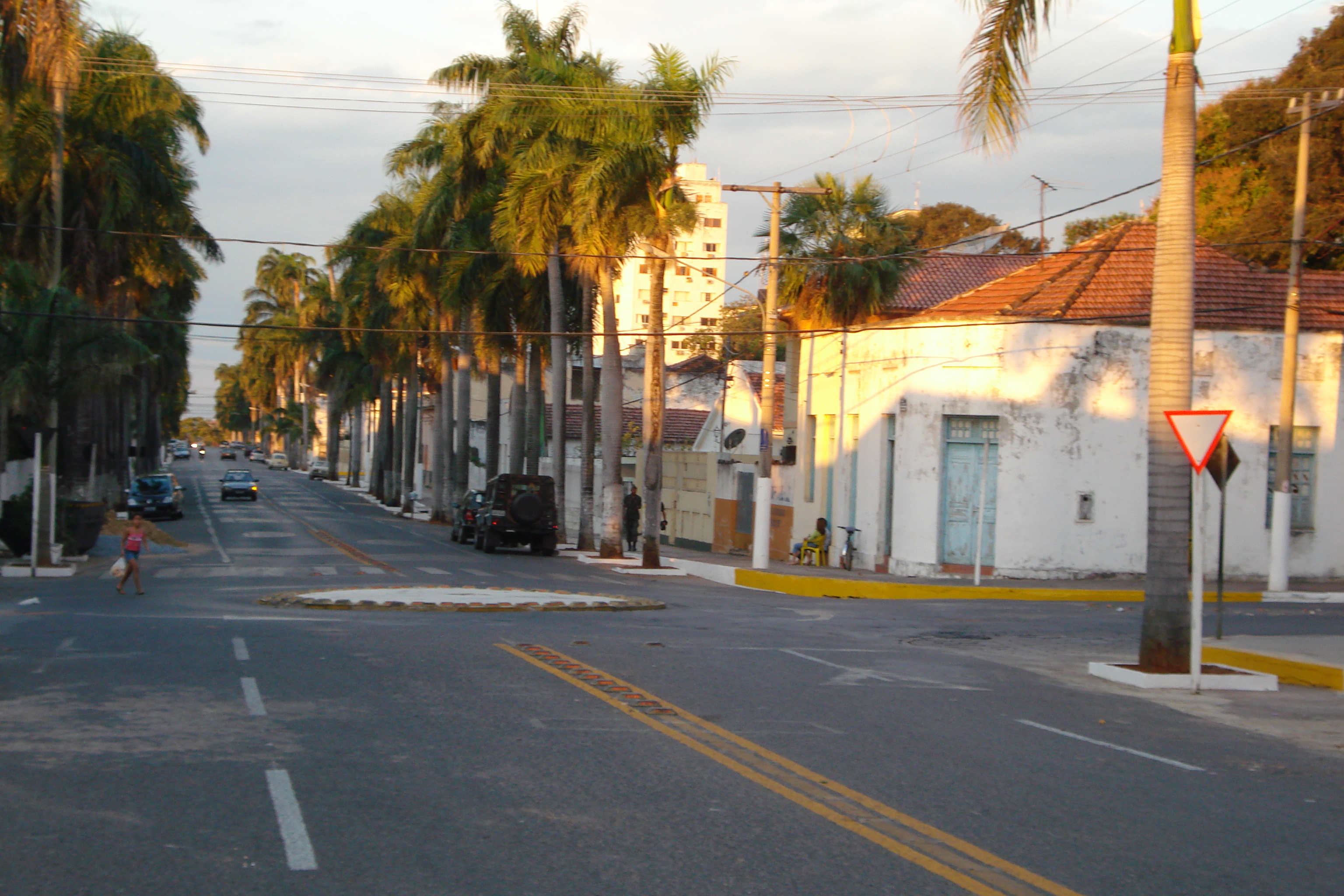
, quarta colocada

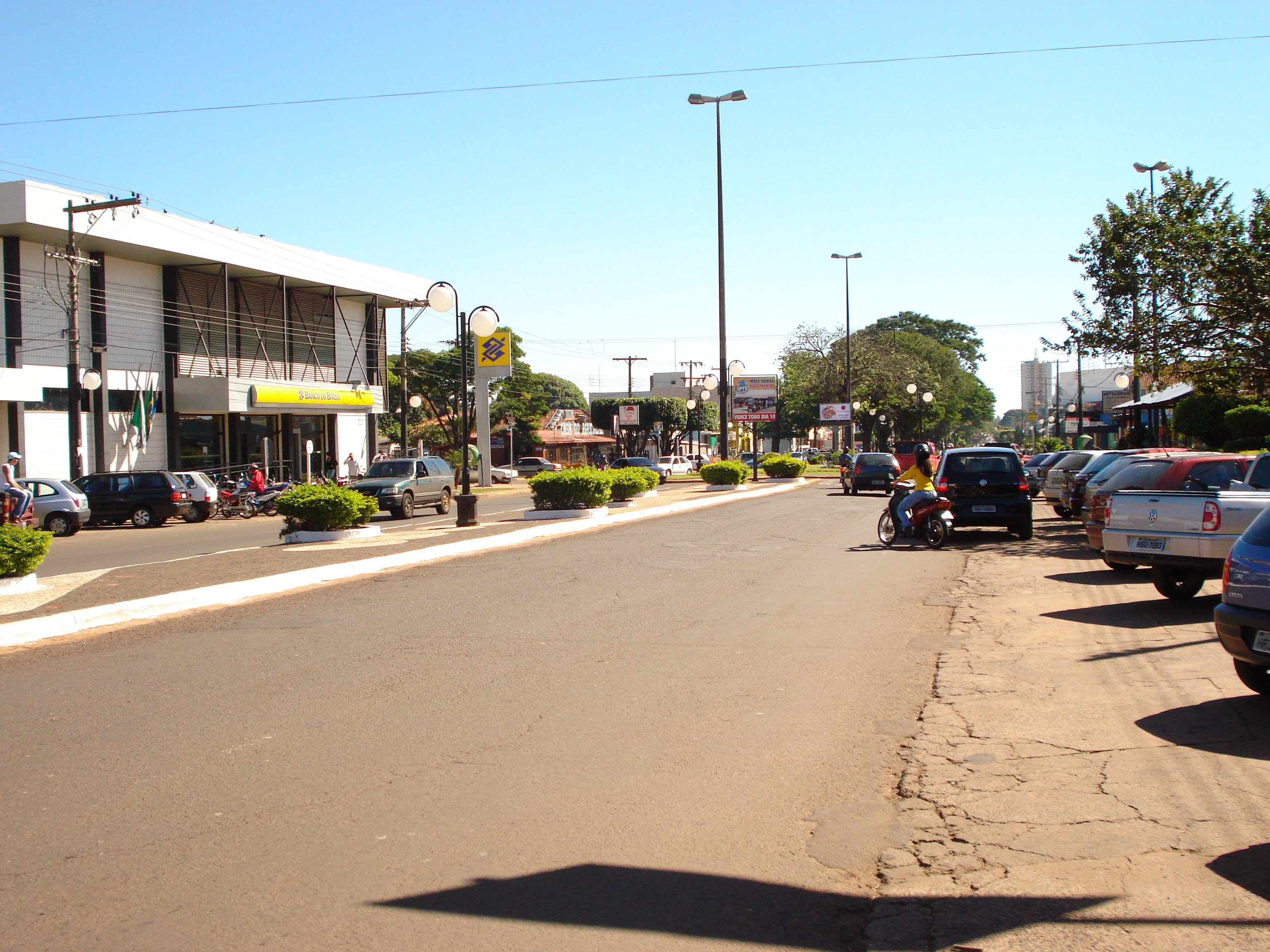
, quinta colocada

| Posição | Posição | Município            | Microrregião   | PIB (R$ 1.000)              | Per Capita (R$)            |
| Em 2014 | Em 2013 | Município            | Microrregião   | PIB (R$ 1.000)              | Per Capita (R$)            |
| ------- | ------- | -------------------- | -------------- | --------------------------- | -------------------------- |
| —       | —       | Mato Grosso do Sul   | —              | 78 950 131 (total estadual) | 30.137,58 (média estadual) |
| 1       | (0)     | Campo Grande         | Campo Grande   | 23 902 135                  | 28.349,62                  |
| 2       | (0)     | Três Lagoas          | Três Lagoas    | 7 204 774                   | 64.528,84                  |
| 3       | (0)     | Dourados             | Dourados       | 6 958 573                   | 33.101,70                  |
| 4       | (0)     | Corumbá              | Baixo Pantanal | 3 101 210                   | 28.712,25                  |
| 5       | (0)     | Ponta Porã           | Dourados       | 2 091 132                   | 21.209,86                  |
| 6       | (1)     | Selvíria             | Paranaíba      | 1 819 020                   | 282.412,61                 |
| 7       | (1)     | Maracaju             | Dourados       | 1 817 921                   | 43.180,00                  |
| 8       | (1)     | Nova Andradina       | Nova Andradina | 1 694 876                   | 33.890,73                  |
| 9       | (1)     | Rio Brilhante        | Dourados       | 1 475 596                   | 43.300,54                  |
| 10      | (1)     | Chapadão do Sul      | Cassilândia    | 1 392 009                   | 63.423,06                  |
| 11      | (1)     | Naviraí              | Iguatemi       | 1 350 689                   | 26.645,01                  |
| 12      | (0)     | Sidrolândia          | Campo Grande   | 1 230 749                   | 24.757,59                  |
| 13      | (1)     | São Gabriel do Oeste | Alto Taquari   | 1 204 865                   | 49.148,07                  |
| 14      | (1)     | Costa Rica           | Cassilândia    | 1 151 908                   | 21.946,52                  |
| 15      | (1)     | Paranaíba            | Paranaíba      | 1 011 919                   | 24.464,35                  |
| 16      | (1)     | Caarapó              | Dourados       | 932 129                     | 33.289,13                  |
| 17      | (0)     | Nova Alvorada do Sul | Dourados       | 904 399                     | 47.385,48                  |
| 18      | (1)     | Aquidauana           | Aquidauana     | 764 850                     | 16.274,10                  |
| 19      | (0)     | Coxim                | Alto Taquari   | 761 313                     | 23.038,68                  |
| 20      | (9)     | Brasilândia          | Três Lagoas    | 759 061                     | 63.663,62                  |

## Demais municípios
| Posição | Município                | PIB (R$ 1.000,00) |
| ------- | ------------------------ | ----------------- |
| 21      | Aparecida do Taboado     | 757 611           |
| 22      | Amambai                  | 707 196           |
| 23      | Ribas do Rio Pardo       | 667 568           |
| 24      | Ivinhema                 | 660 941           |
| 25      | Bataguassu               | 628 216           |
| 26      | Bonito                   | 537 107           |
| 27      | Itaporã                  | 524 733           |
| 28      | Água Clara               | 517 205           |
| 29      | Sonora                   | 516 335           |
| 30      | Aral Moreira             | 492 066           |
| 31      | Cassilândia              | 473 101           |
| 32      | Itaquiraí                | 447 522           |
| 33      | Jardim                   | 441 200           |
| 34      | Angélica                 | 413 890           |
| 35      | Bela Vista               | 405 287           |
| 36      | Miranda                  | 399 366           |
| 37      | Mundo Novo               | 369 891           |
| 38      | Rio Verde de Mato Grosso | 368 806           |
| 39      | Terenos                  | 366 842           |
| 40      | Paraíso das Águas        | 344 572           |
| 41      | Iguatemi                 | 334 823           |
| 42      | Laguna Carapã            | 333 564           |
| 43      | Anastácio                | 330 869           |
| 44      | Fátima do Sul            | 329 266           |
| 45      | Camapuã                  | 324 459           |
| 46      | Batayporã                | 320 664           |
| 47      | Ladário                  | 317 933           |
| 48      | Porto Murtinho           | 287 038           |
| 49      | Eldorado                 | 260 396           |
| 50      | Bandeirantes             | 256 395           |
| 51      | Santa Rita do Pardo      | 245 832           |
| 52      | Nioaque                  | 216 955           |
| 53      | Deodápolis               | 216 068           |
| 54      | Inocência                | 208 705           |
| 55      | Bodoquena                | 190 865           |
| 56      | Guia Lopes da Laguna     | 179 010           |
| 57      | Pedro Gomes              | 174 150           |
| 58      | Anaurilândia             | 173 522           |
| 59      | Sete Quedas              | 169 322           |
| 60      | Coronel Sapucaia         | 169 227           |
| 61      | Tacuru                   | 168 338           |
| 62      | Jateí                    | 166 546           |
| 63      | Juti                     | 166 028           |
| 64      | Dois Irmãos do Buriti    | 161 749           |
| 65      | Glória de Dourados       | 149 218           |
| 66      | Alcinópolis              | 142 887           |
| 67      | Rochedo                  | 140 673           |
| 68      | Antônio João             | 139 106           |
| 69      | Vicentina                | 133 937           |
| 70      | Jaraguari                | 131 905           |
| 71      | Paranhos                 | 128 203           |
| 72      | Novo Horizonte do Sul    | 120 110           |
| 73      | Caracol                  | 98 342            |
| 74      | Taquarussu               | 92 554            |
| 75      | Corguinho                | 89 875            |
| 76      | Japorã                   | 82 828            |
| 77      | Douradina                | 78 482            |
| 78      | Rio Negro                | 78 215            |
| 79      | Figueirão                | 73 489            |